# Kotschya platyphylla
Espèce
Classification phylogénétique
Statut de conservation UICN

 VU  : Vulnérable
Kotschya platyphylla est une espèce de plantes à fleurs du genre Kotschya de la famille des Fabaceae (Légumineuses).